# Mellemgulv
Mellemgulvet (lægelatin: diaphragma, fra oldgræsk διάφραγμα) er en muskel, der som en plade skiller thorax fra abdomen. Den er kroppens vigtigste åndedrætsmuskel og ved paralyse indtræder døden inden for kort tid.

## Anatomi
Mellemgulvet er kuppelformet med dens højeste del ud for 8. thorakalhvirvel og hæftende nedadtil fra 12. thorakalhvirvel til 2./3. lændehvirvel bagtil og ved underkanten af brystbenet og de nedeste ribben fortil. Der beskrives tre dele ud fra tilfæstningen til skellettet: pars lumbalis, pars costalis og pars sternalis. Mellem de forskellige dele ses svage punkter: Brokdaleks trekant bagtil og Larrys spalte fortil. Disse svage punkter repræsenterer steder, hvor brok kan opstå.
Diverse strukturer passerer gennem musklen (blandt andet): aorta bagtil ud for 12. thorakalhvirvel, spiserøret ud for 10. thorakalhvirvel og vena cava inferior ud for 8. thorakalhvirvel. Musklen bliver forsynet med nerveimpulser af nerven, nervus phrenicus, der løber fra halsen ned gennem thorax, passerer gennem mellemgulvet, hvorfra den forsyner den.

## Funktion
Ved sammentrækning presses den kuppelformede muskel ned mod abdomen, hvorved volumen i thorax øges, lungerne udvides og man indånder luft. I liggende stilling presses organerne i abdomen op mod mellemgulvet, hvorved sammentrækningen og derved åndedrættet besværes, hvilket forklarer hvorfor man synger bedst i stående stilling.